# Проспект Дмитра Яворницького
Проспе́кт Дмитра́ Яворни́цького — центральна вулиця міста Дніпра, назва на честь відомого історика та археолога.
Довжина зі сходу на захід — 5000 метрів. Пролягає у Соборному, Шевченківському та Центральному адміністративних районах міста й відповідно у історичних районах — на Горі, у Половиці й Фабриці.
Історичні назви — Велика вулиця, Велика бульварна вулиця, Катерининський проспект (1834—1923), Проспект Карла Маркса (1923—2016).

## Походження
Проспект формувався у вуличній мережі козацької слободи Половиця після закладення генерального плану міста Клодом Геруа й слугував основним шляхом з Нового до Старого Кодаку, частиною загальноукраїнського шляху з Києва на Кічкас.

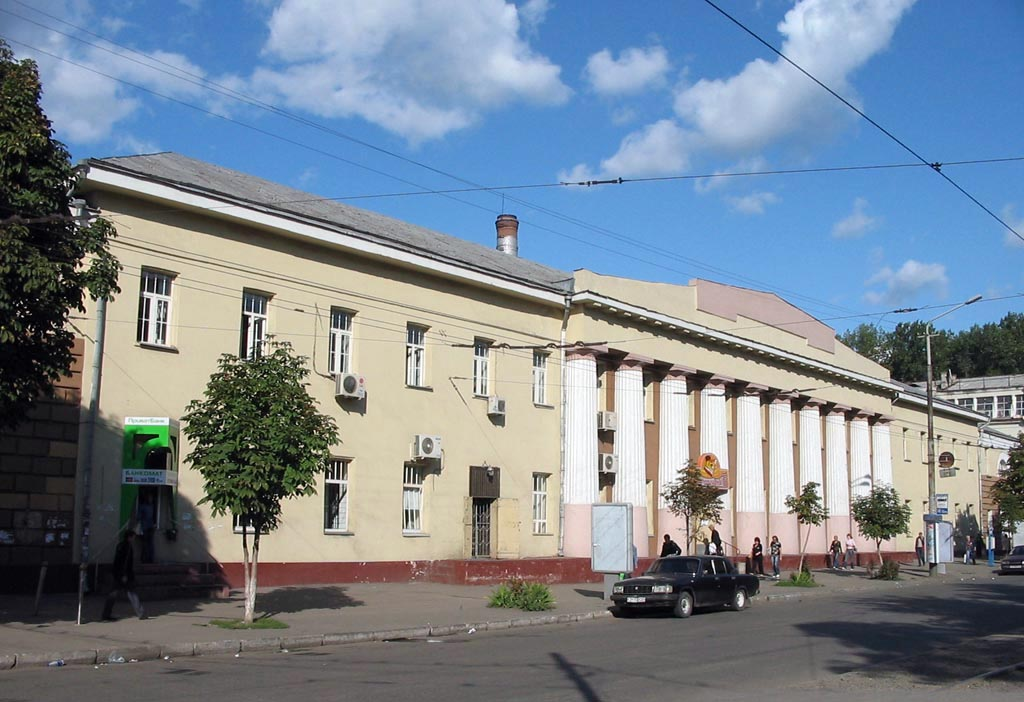
Найдавніша будівля Дніпра - будівля суконної фабрики наприкінці проспекту в районі Фабрика (1794). Нині — хлібозавод № 1

Ідея будівництва проспекту належить автору генерального плану Катеринослава (1792) архітектору Іванові Старову.
Проспект був викладений бруківкою, проте у радянські часи її залишили лише там, де дорога йде по схилу Нагірного пагорба, для кращого зчеплення з дорогою, особливо в зимовий час. Уздовж самого проспекту збереглася частина будинків старої забудови: Дніпровський історичний музей, будівлі корпусу Гірничого університету, геологічного, економічного факультетів, а також факультету прикладної математики Дніпровського національного університету, Будинок губернатора, міської управи (нині Державне училище культури), головпоштамт, будинок Хренникова й найстаріший будинок катеринославської забудови — корпус Потьомкінської фабрики.
Сучасний проспект починається поблизу пам'ятника Слави у Нагірному районі, спускається до заплави Дніпра до стародавньої Половиці — сучасний міський центр, і закінчується Вокзальною площею неподалік залізничної станції Дніпро-Головний у катеринославському районі Фабрика. За задумом автора реалізованого генерального плану XVIII століття архітектора Івана Старова Великий бульвар з'єднав новозабудовану урядовими будівлями нагірну, частину Катеринослава з козацькою Половицею й нові рівні землі Фабрики, що були розташовані біля Дніпра, на яких почалося промислове будівництво (суконна фабрика за адресою Дмитра Яворницького, 103). Великий бульвар продовжувався шляхом до Нових Кодак. Згодом задум промислової зони Фабрики був продовжений у XIX столітті, коли були забудовані заводами усі землі до Нових Кодак.

Головний проспект, що тягнеться прямою лінією, може посперечатися з найкращими вулицями світових столиць. Широкий, перерізаний уздовж двома стрічками бульварів і двома лініями рейок електричного трамвая, що охопила і все місто, і частину околиць, проспект закінчується на горі, величезним Потьомкінським садом, що висить на березі Дніпра.

## Історія
Спогади місцевих жителів дають уявлення про проспект початку XIX сторіччя. Андрій Фадєєв, який жив у Катеринославі з 1817 з 1834 рік, писав:
«Головна вулиця тягнулася на кілька верст, шириною кроків у двісті, так що рясніла простором не тільки для садів і городів, але навіть для пасовища худоби на вулиці, чим мешканці користувалися без найменшого сорому»
Облаштування проспекту пов'язують з ім'ям губернатора Андрія Яковича Фабра.
У 1847 році були проведені роботи з очищення вулиці та її озеленення. В центрі вулиці прокладено шосе, а по боках — бульвари.
Впродовж вулиці були посаджені в 4 ряди тополі вперемішку з кленами, між кожними двома деревами — великі кущі бузку.
У 1903 році проспект почали освітлювати електричні ліхтарі. Відкрито перший кінотеатри «Люкс», «Модерн», «Палас».
У 1923 році Катерининський проспект перейменований на проспект імені Карла Маркса.
У 2016 році проспект імені Карла Маркса перейменований на проспект Дмитра Яворницького.

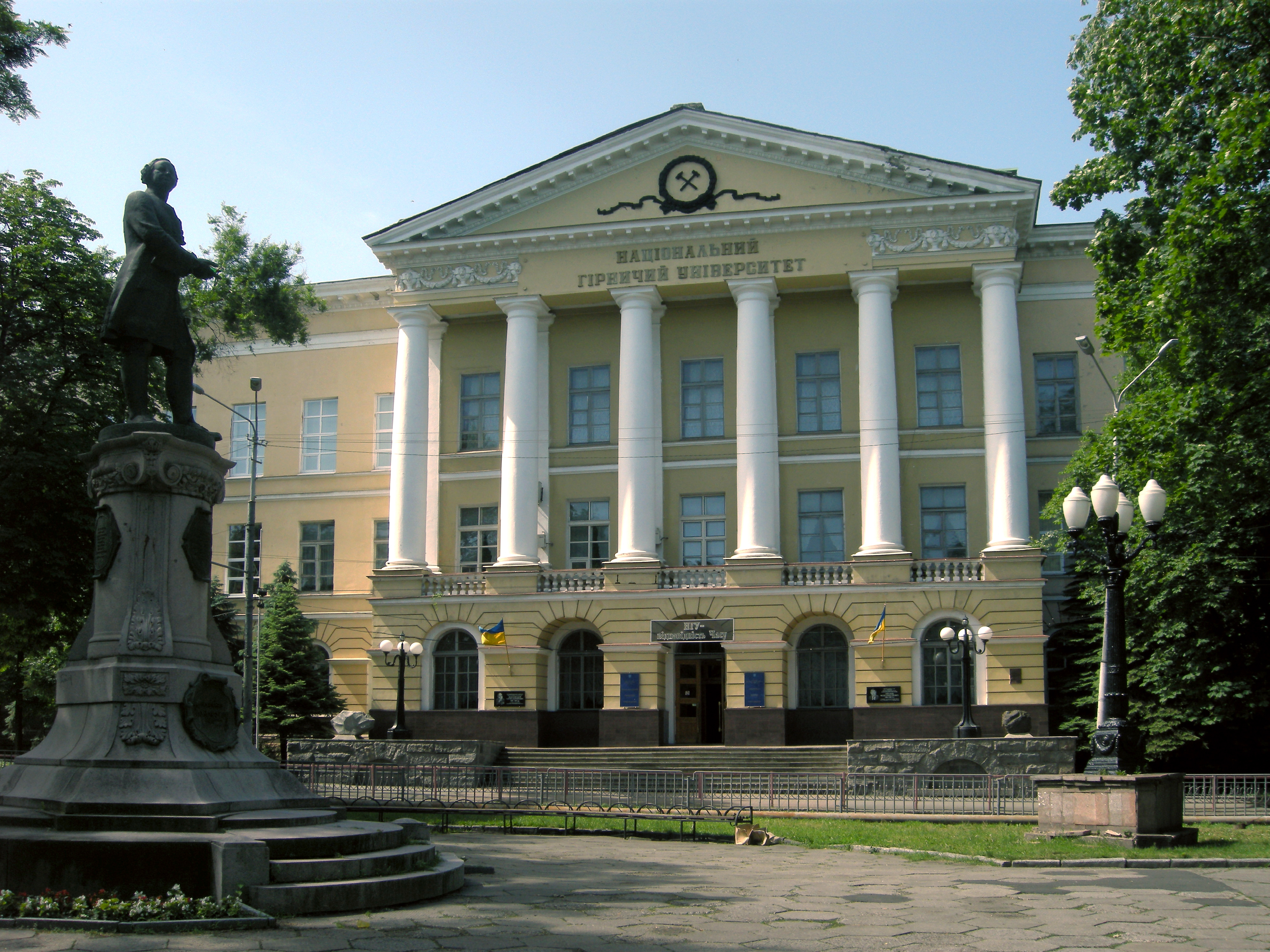
Національний технічний університет "Дніпровська політехніка". Корпус № 1. Пам'ятник Михайлові Ломоносову на бульварі проспекту Дмитра Яворницького

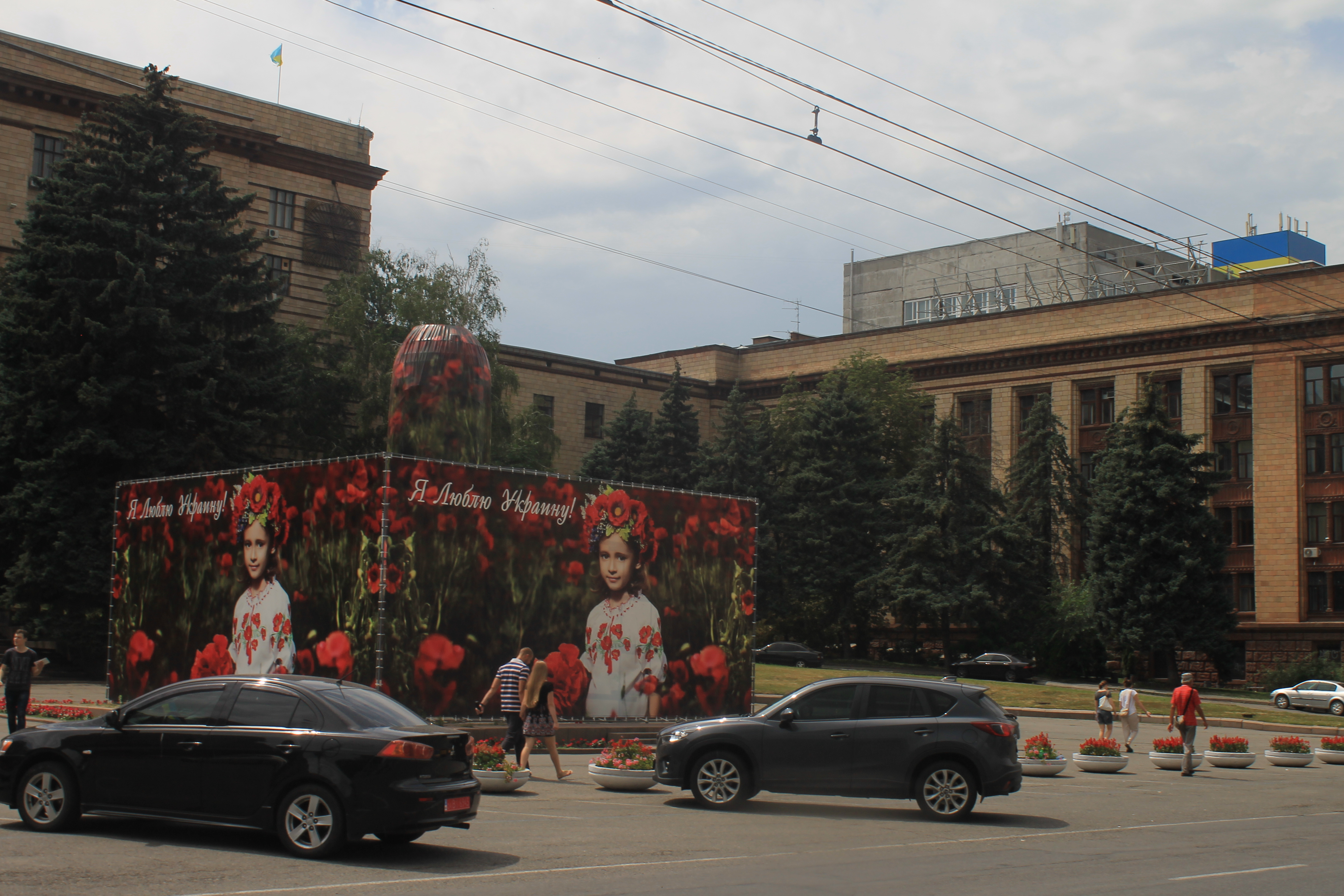
Площа Героїв Майдану

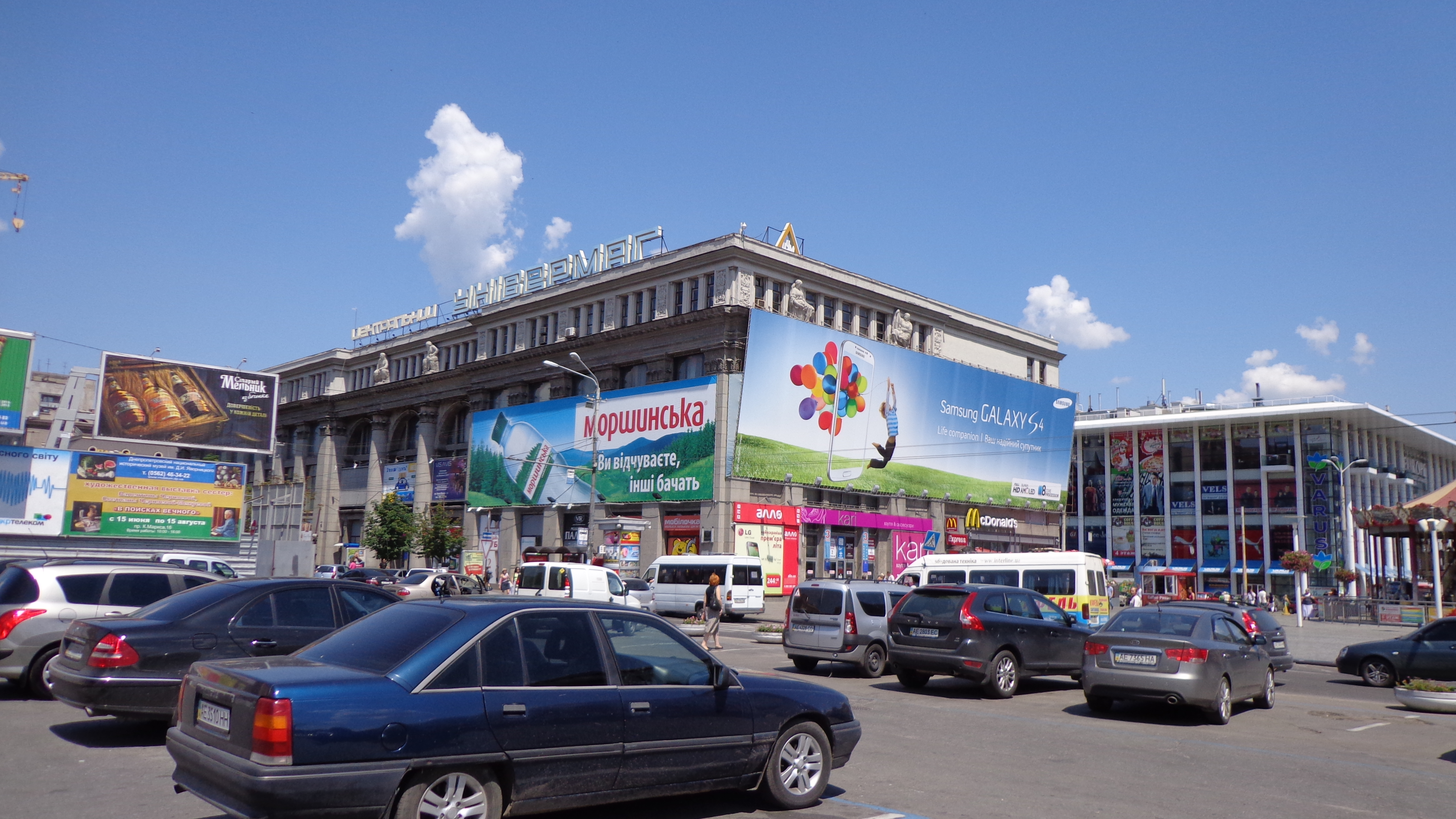
ЦУМ

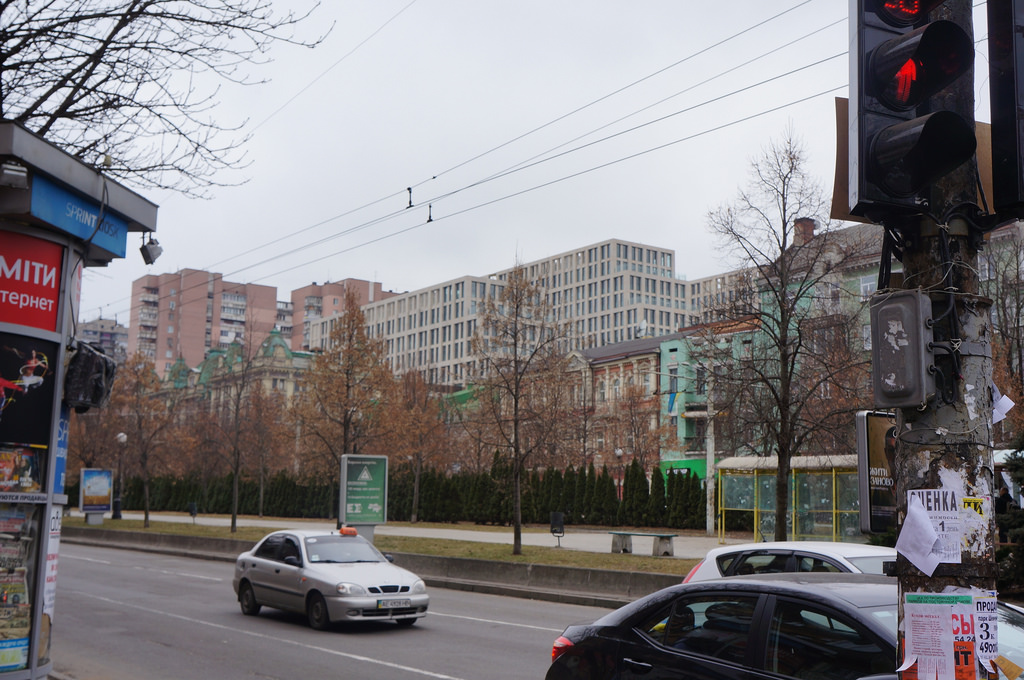
Торговельний центр «Cascade Plaza» на проспекті Дмитра Яворницького

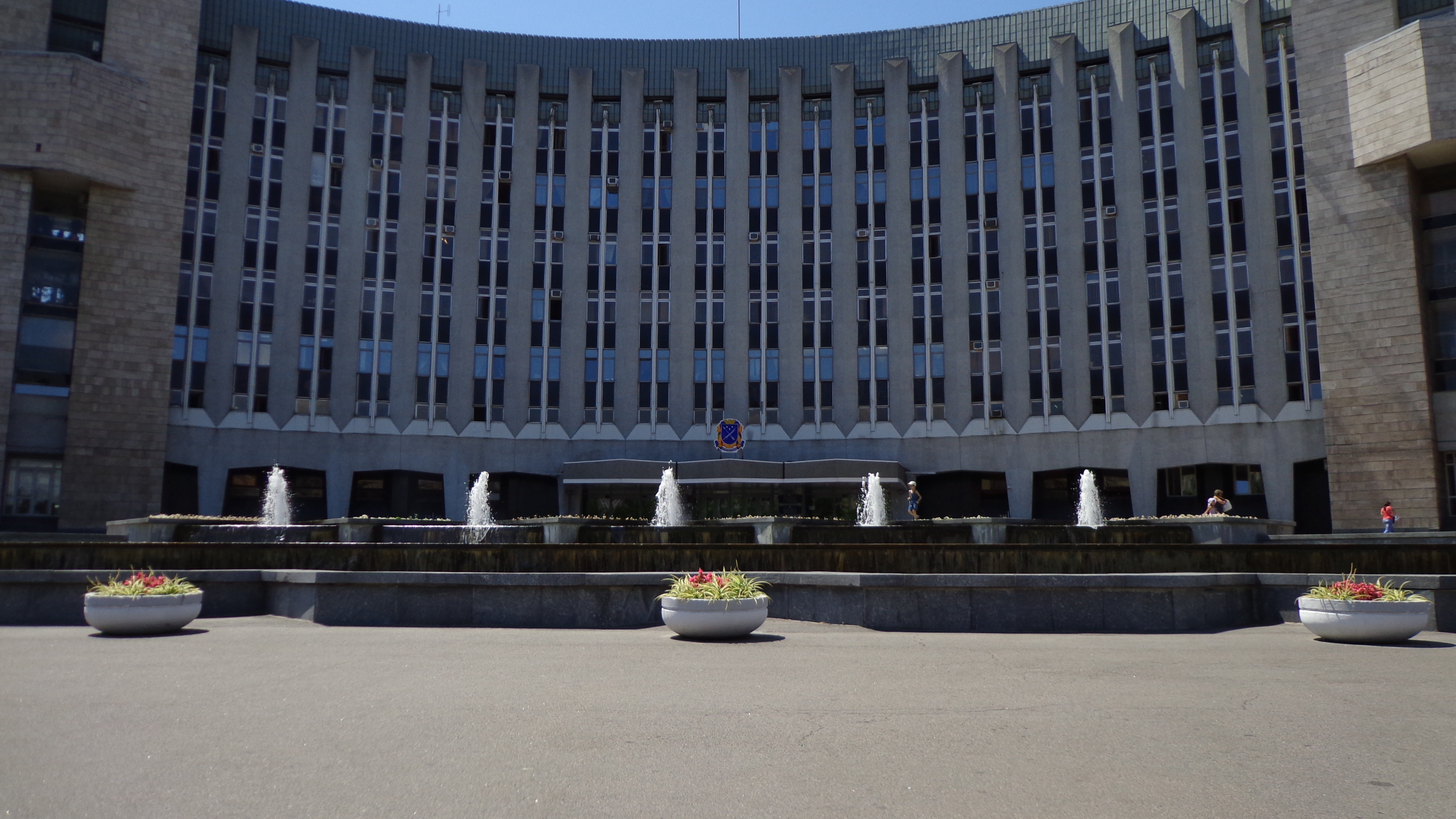
Будівля міськради

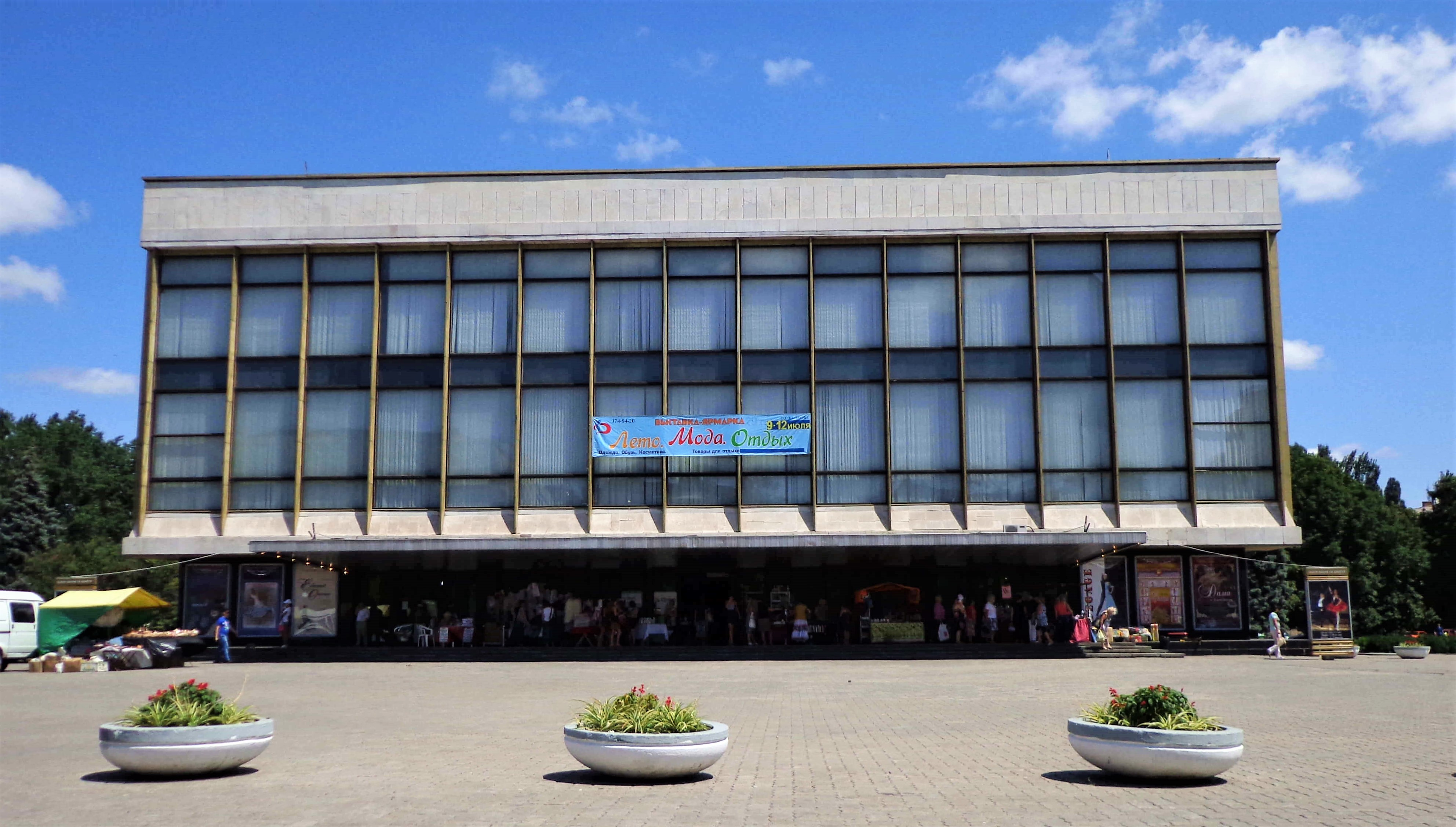
Оперний театр

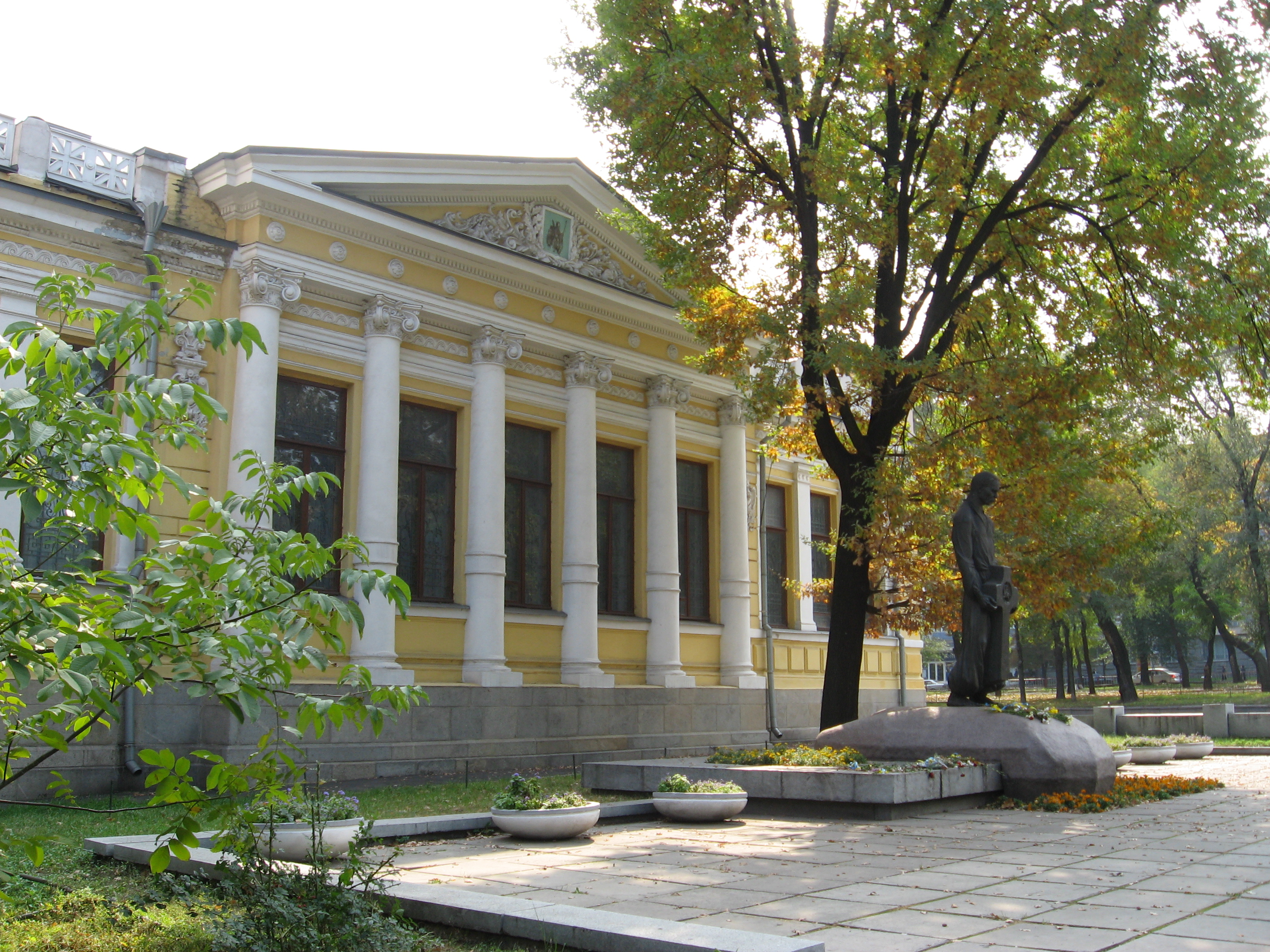
Пам'ятник Дмитрові Яворницькому на фоні історичного музею

## Події
27 квітня 2012 з 11:50 до 13:00 на проспекті на ділянці у 800 метрів було підірвано чотири вибухових пристрої, розташованих в урнах для сміття. Внаслідок серії терактів постраждало 27 людей.

## Головні будівлі

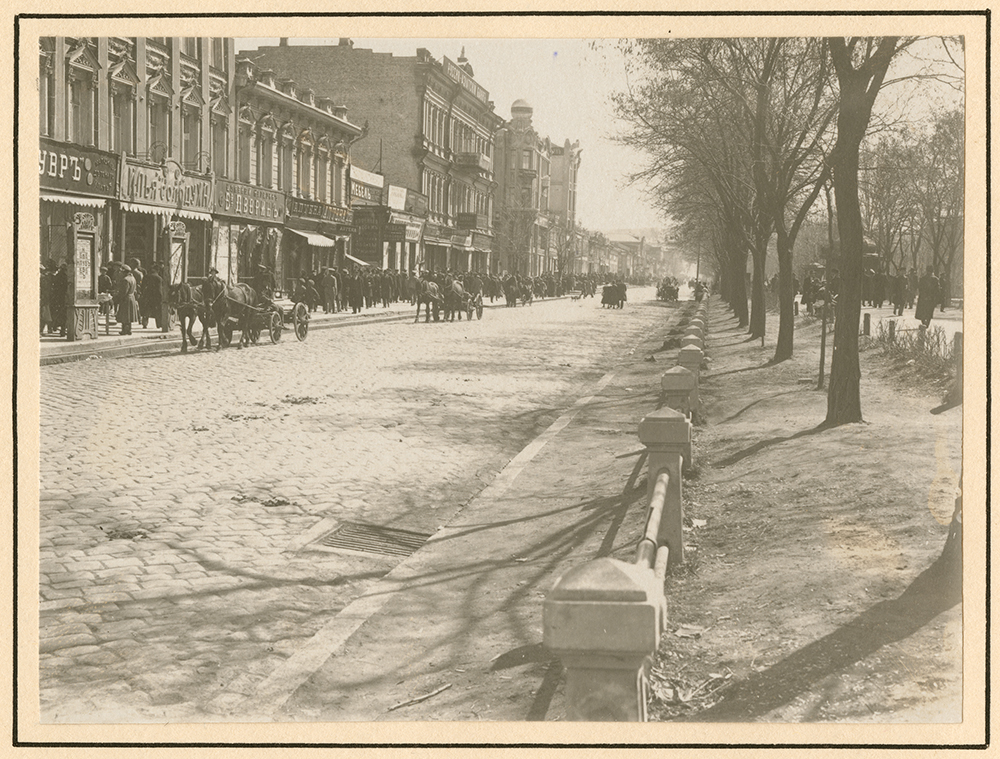
Проспект у 1918 р.

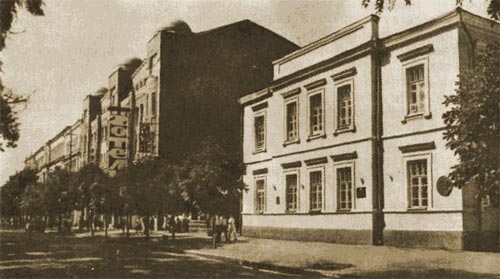
№ 64А - колишній будинок Інзова, зараз музей «Літературне Придніпров'я»

На проспекті та поблизу розташовані:
- № 1А/3 — житловий комплекс «Славія», з вистою у 89 метрів є одним з найвищих хмарочосів Дніпра; 3 секції (2006, 2008 й запланована на 2020 рік закінчення будівництва) на 186 квартир з поверховістю у 16, 22 й 24;[6]
- колишні казарми Сімферопольського полку;
- № 12 — Обласна клінічна лікарня імені Мечникова;
- № 14 — середня школа № 23;
- № 16 — Дніпровський історичний музей та діорама «Битва за Дніпро»;
- Спасо-Преображенський кафедральний собор, Соборна площа, 15а
- № 18 — Обласна універсальна наукова бібліотека;
- № 19 корпус № 1 й 4 Національного гірничого університету;
- № 21А — Головне територіальне управління юстиції у Дніпропетровській області,
- Будинок вчених, вулиця Володимира Винниченка, 2;
- № 22 — Торговий центр «Атріум»;
- № 24 — корпус Дніпропетровської державної медичної академії;
- № 35 — факультети Дніпровського національного університету: геологічний, економічний, прикладної математики, довузівської підготовки ;
- радянська висотка «Будинок книги», вулиця Володимира Вернадського, 1;
- Університет митної справи та фінансів, вулиця Володимира Вернадського, 2/4;
- № 36 — Зоологічний музей ДНУ;
- № 38 — Дніпропетровська обласна прокуратура;
- № 40 — колишній дохідний будинок Сартісона, в якому містилися книгарні С. В. Єгорової, М. К. Лозинської, редакція газети «Степь», редакція українського часопису «Дніпрові хвилі», мешкав Іван Манжура, бував Марко Кропивницький;[7]
- № 46 — 140-метрова житлова будівля 1951—1955 років у радянському класицизмі, що займає цілий квартал між Харківською й Липинського вулицями за повтореним проектом харківського архітектора Георгія Вегмана, що був адаптований Д. Д. Жигачевим; детальовано еркерами й лоджіями;[8][9]
- № 47 — колишня будівля міської управи (нині — Дніпропетровський коледж культури і мистецтв);
- колишнє міністерство Чорної металургії України, площа Героїв Майдану, 1; раніше тут розміщувався при Троїцькому соборі Нижньо-Троїцький базар;[10]
- знесений у 2008 році універмаг "Дитячий світ", роботи архітектора Олександра Красносельського;
- знесений у 2008 р. готель "Центральний";
- № 50 —  торговий центр "Пасаж"
- № 52 — ЦУМ
- № 55 — житлова будівля, зведена 1953 року за проектом архітектора О. Петрова, з фасадом у стилі ренесанса, з торговим першим поверхом, де за радянських часів розмістилися Центральний гастроном й Книгарня науково-технічної літератури; завезення товару до магазинів у підвал будівлі зроблено тунелем під дитячою площадкою на дворі будинку;[8]
- торговий центр «Європа», Центральна вулиця, 12А;
- колишня Дніпровська обласна бібліотека, вулиця Володимира Мономаха, 1;
- будинок Хреннікова (сучасний "Гранд-готель «Україна»), вулиця Короленка, 2;
- торговий центр «Гранд Плаза», вулиця Короленка, 2;
- № 58 — універмаг «Лотос»;
- Обласне управління Національного банку України, вулиця Воскресенська, 13;
- Будинок губернатора, вулиця Воскресенська, 14;
- № 62 — Дніпровський головпоштамт; відкрито 1905 року;[10]
- № 64 — будівля 1870-х років, перебудована у торгову галерею;№ 64А - колишній будинок Інзова, зараз музей «Літературне Придніпров'я»
- № 64А — Музей «Літературне Придніпров'я»; двоповерхова будівля початку ХІХ сторіччя без особливого декору; тут розташовувався Опікувальний комітет щодо іноземних колонистів Півдня Росії; сюди прибув для реєстрації російський поет Олександр Пушкін 1820 року[10];
- № 65 — Дніпровський апеляційний господарський суд;
- № 66 — готель «Асторія»; пам'ятка архітектури й історії зведена 1912 року у суміші класицизму з модерном; тут перебував штаб більшовицького перевороту, Катеринославський губернський революційний комітет більшовиків; штаб УНР часів Петлюри, штаб Вільної території Махно, штаб Півдня Росії; про «Асторію» писав Олексій Толстой у романі «Ходіння по тортурам»;[10]
- № 71 — «Будинок технічного навчання», зведений 1950 року за проєктом архітектора Аркадія Баранського;[11][12]
- № 72А — Дніпровський академічний театр опери та балету; початково тут був острог з Острозьким майданом; після переведення в'язниці на В'язничний майдан тут влаштовувалися гуляння з цирками й гойдалками за чим майдан назвали Гойдальним; згодом перейменували на честь міського голови Яковлевським сквером;[13]
- № 75 — виконавчий комітет Дніпровської міської ради; на місці лівої сторони сучасної міськради стояв кінотеатр «Перемога», що у 1950-х роках згорів; 1983 року за проектом Павла Нірінберга зведена сучасна будівля міської ради;[10]
- № 76 — Технологічний коледж Дніпровського державного аграрно-економічного університету;
- № 77 — у підвалі дому найвідоміший у місті радянський пивбар «Ланцюги» (рос. «Цепи»)[14];
- сквер перед будинком № 79 — до німецько-радянської війни на місці скверу стояв 6-поверховий будинок катеринославського готелю «Бристоль» на 140 номерів; 2002 року відкрито пам'ятник Олександру Полю;[10]
- № 83 — «Будинок з баштою» зведено у 1956 році у стилі «сталинського ампіру» архітектором Дмитром Щербаковим; раніше тут стояла двоповерхова будівля з мансардою й кутовою маківкою катеринославського готелю «Пальміра», що сильно постраждала у німецько-радянській війні;[10]
- на розі вулиці Фабра, 2 — колишнє Катеринославське офіцерське зібрання, колишній радянський ресторан «Ювілейний» (нині — нічний клуб «Млин» (рос. «Мельница»)[10];
- № 91 — Римо-католицький костьол святого Йосипа;
- № 93 — Будинок союзів;
- № 95 — Центральний міський парк Лазаря Глоби; Арка-брама у парк на честь 1905 року;
- № 97 — Дніпровський академічний театр драми і комедії;
- Дніпровський монтажний технікум, вулиця Столярова, 8;
- колишній кінотеатр «біоскоп Зайлера» й за радянської влади — «Вітчизна», вулиця Столярова, 1; нині пивоварня "Старгород";
- № 98 — колишній будинок директора Катеринославської суконної фабрики Смирнова;[15]
- № 102 — магазин «1000 дрібниць»;
- № 103 — Лютеранська кірха святої Катерини;
- Озерка — центральний ринок Дніпра;
- № 106 — Хлібзавод № 1 — найстаріший будинок Катеринославської забудови — корпус потьомкинської фабрики;
- № 108 — Управління Придніпровської залізниці;
- № 123 — демонтоване Трамвайне депо № 1, нині автостоянка;
- Залізничний вокзал Дніпро-Головний, Вокзальна площа, 11;
- Центральный автовокзал, вулиця Курчатова, 10.

## Перехресні вулиці
До проспекту прилучаються вулиці:

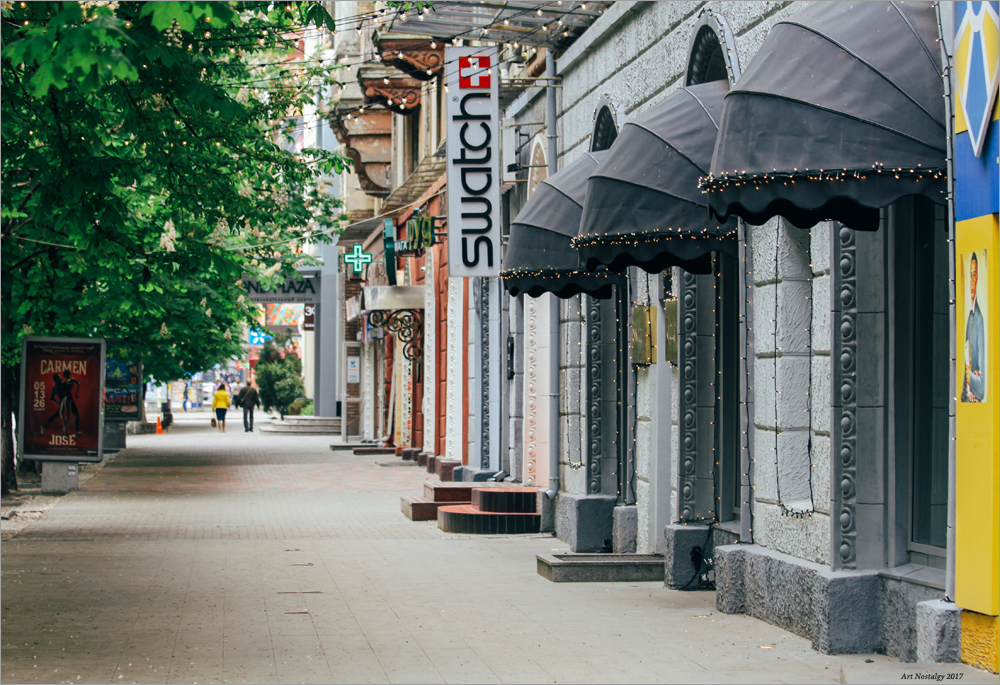
Біля готелю «Україна»

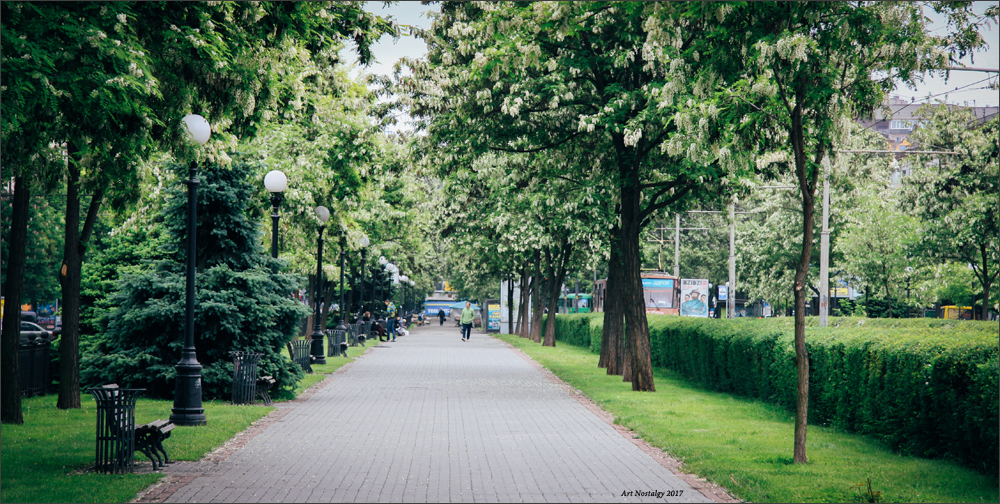
Бульварна частина навпроти міської ради

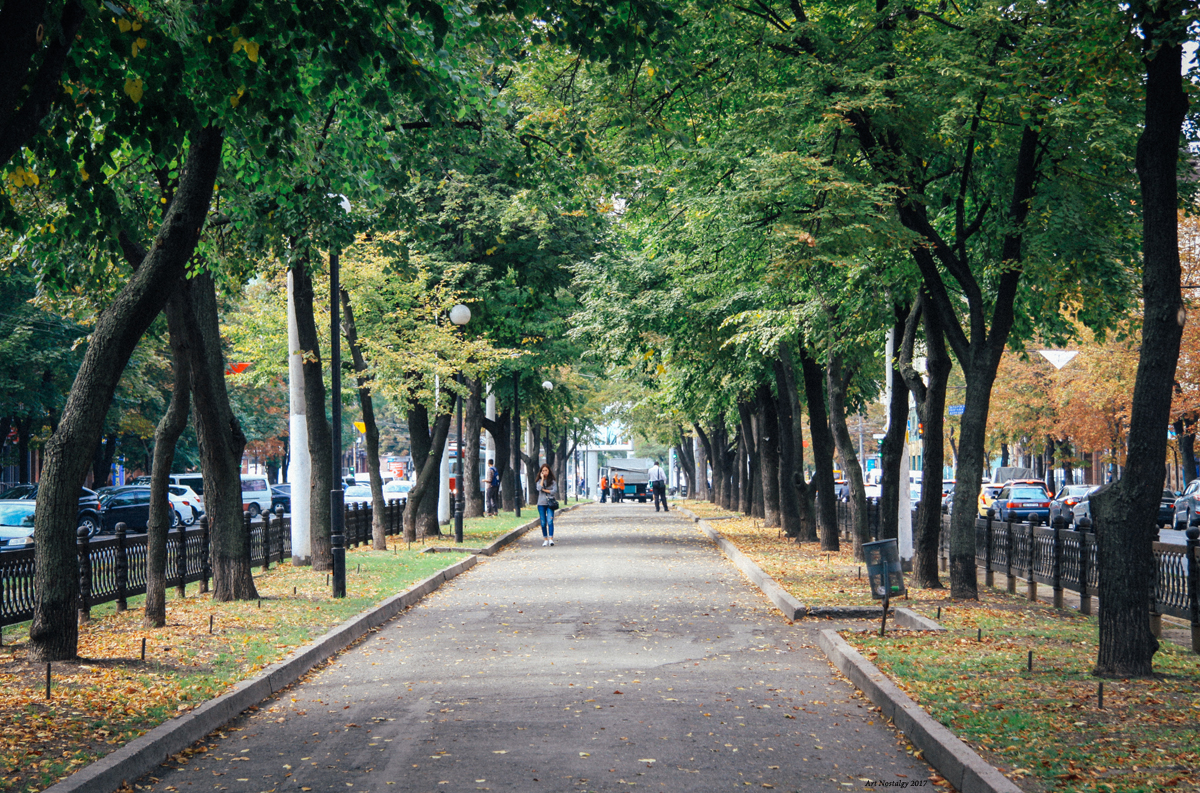
Бульварна частина між вулицями Столярова і Шмідта

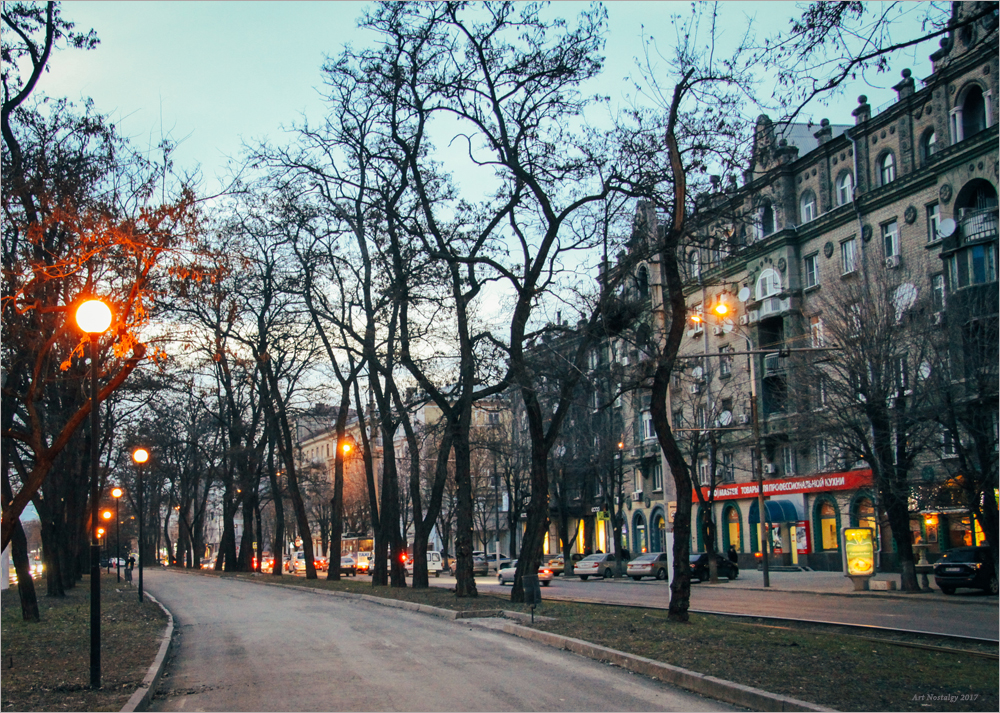
Проспект в районі парку Глоби

- в історичному районі (Соборна) Гора та адміністративному Соборному районі:
  - Гориста вулиця,
  - вулиця 6-ї стрілецької дивізії
  - вулиця Григорія Маркевича
  - Сімферопольська вулиця,
  - вулиця Героїв Крут
  - проспект Науки
  - Соборна площа
  - вулиця Олеся Гончара;
  - вулиця Левка Лук'яненка;
  - вулиця Володимира Винниченка;
  - вулиця Володимира Моссаковського;
  - вулиця Сергія Єфремова;
  - вулиця Гоголя;
  - вулиця Володимира Вернадського;
- в історичній Половиці та адміністративному Шевченківському районі:
  - Кельнський бульвар (частина Виконкомівської вулиці);
  - Барикадна вулиця,;
  - вулиця Січових Стрільців;
  - Харківська вулиця;
  - вулиця Михайла Грушевського;
  - вулиця В'ячеслава Липинського;
  - площа Героїв Майдану (колишня площа Леніна, перейменована 2014 року на честь загиблих на Євромайдані під час лютневих розстрілів Революції Гідності);
  - Європейський бульвар (так звана Європейська площа);
  - вулиця Короленка;
  - вулиця Володимира Мономаха;
  - Воскресенська вулиця;
  - вулиця Андрія Фабра;
  - вулиця Юліуша Словацького;
- в адміністративному Центральному районі:
  - Половицька вулиця;
  - Половицька площа;
- в історичному районі Фабрика:
  - Скориковський провулок;
  - вулиця Столярова;
  - Мостова вулиця;
  - вулиця Степана Бандери;
  - вулиця Княгині Ольги;
  - вулиця Василя Чапленка;
  - вулиця Пастера;
  - Привокзальна вулиця;
  - Вокзальна площа,
  - вулиця 128-ї Бригади Тероборони.

## Транспорт

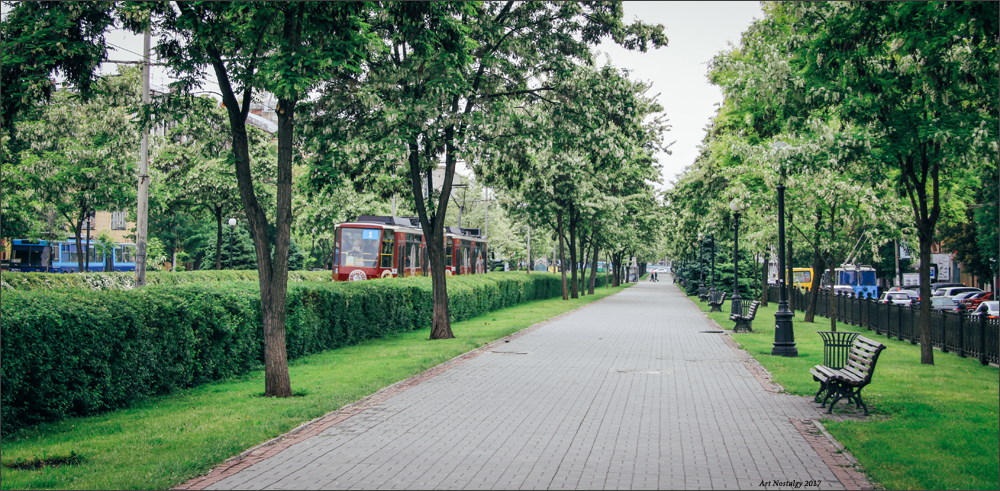
Трамвайний маршрут № 1 на проспекті

Під проспектом прокладається лінія метрополітену, існує трамвайне, тролейбусне сполучення. Автобусні маршрути заборонені з екологічних міркувань ще з радянських часів.

## Пам'ятники
- Монумент "Вічна Слава"
- Кам'яні скіфські й половецькі «баби», козацькі пушки та пам'ятник Дмитру Яворницькому поблизу Історичного музею;
- Діорама «Визволення Дніпропетровська» й колекція військової техніки Другої світової війни; експозиція музею АТО;
- Меморіальний цвинтар вояків громадянської війни;
- Миколі Гоголю;
- Олександру Полю;
- Олексію Федорову;
- Лазарю Глобі у парку Лазаря Глоби;
- Амур;
- Хрест загиблим від Голодомору 1932—1933 років на Вокзальній площі.

колишні
- Володимиру Леніну (усунено 22 лютого 2014);
- Григорію Петровському (було демонтовано 29 січня 2016 року).
- Пам'ятник Генералу Юхиму Пушкіну:  Т - 34 (було  демонтовано 4 січня 2023 р.).
- Пам'ятник Михайлу Ломоносову біля університету Дніпровська політехніка (було демонтовано 6 січня 2023 р.).
- Валерію Чкалову у парку Лазаря Глоби (було демонтовано 26 грудня 2022 р.).
- Максиму Горькому (було демонтовано 26 грудня 2022 р.).